# أسفل خدمين

تعديل مصدري - تعديل

أسفل خدمين هي إحدى قرى عزلة القارة بمديرية رصد التابعة لمحافظة أبين، بلغ تعداد سكانها 65 نسمة حسب تعداد اليمن لعام 2004.